# Karel Čigon
Karel Čigon, slovenski rimskokatoliški duhovnik in nabožni pisatelj, * 31. oktober 1848, Hruševica, † 24. oktober 1919, Hruševica. 

## Življenje in delo
Teologijo je študiral v Gorici in bil 1874 posvečen v mašnika. Po večletnem službovanju kot kaplan je postal vikar v Temenici in od 1895 v Vojščici. Med vojno je stopil v pokoj. Spisal je: Življenje sv. Frančiška in III. red (Gorica, 1887; po ital. izvirniku); Skrbi za dušo! (Gorica, 1890); Nebesa naš dom (Winterberg, 1898). Za šolsko mladino je izdal: Mali učenec in Mala učenka (Gorica 1893); Sveti angelj varh (Winterberg, 1894) in Marija varhinja nedolžnosti (Winterberg 1898).